# دهستان طرقبه
دهستان طرقبه، دهستانی از توابع بخش طرقبه شهرستان طرقبه شاندیز در استان خراسان رضوی ایران است.

## جمعیت
براساس سرشماری سال ۱۳۹۰ جمعیت دهستان طرقبه ۶٬۰۲۹ نفر (۱٬۹۵۳ خانوار) بوده‌است.